# أكن كان (أسطورة)
أكَن كان (بالإنجليزية: Ah cun can)‏ في ميثولوجيا المايا، هو ربُّ حربٍ عند شعب المايا، وعرف، أيضًا، بالساحر الأفعى. المعلومات عن هذا الساحر شحيحة جدا حيث لا يكاد يُذكر في الكتب المهمة للميثولوجيا حول العالم، وربما يكون شخصية فلكلورية تناقلها شعب المايا لمدة وجيزة حتى لم يبق له أي ذكر يدل عليه بالتفصيل إلا ما ندر.

## حضارة المايا
المايا (بالإنجليزية: Maya) حضارة سكنت في جزء كبير من منطقة وسط أمريكا التي تعرف حالياً بغواتيمالا، بليز، هندوراس، السلفادور وفي نطاق خمسة ولايات جنوبية في المكسيك مثل: كامبيتشي، تشياباس، كينتانا رو، تاباسكو ويوكاتان. تأسست في البداية خلال فترة ما قبل الكلاسيكية (حوالي 2000 ق.م إلى 250م)، وفقاً للتسلسل الزمني لوسط أمريكا، وصل عديد من مدن المايا إلى أعلى مستوى لها من التطور خلال الفترة الكلاسيكية (تقريباً من 250م حتى 900م)، واستمرّت خلال ما بعد الكلاسيكية حتى وصول الإسبان. وكانت لديهم حضارة يقدر تاريخها بحوالي 3000 سنة. خلال ذلك الوقت الطويل كانوا يتحدثون في تلك الأراضي مئات اللهجات التي تولد منها هذا اليوم حوالي 44 لغات ماياوية مختلفة. وقد عرفت بالحضارة الوحيدة في تطور اللغة الكتابية في الأمريكتين زمن ما قبل كولومبوس، فضلا عن الفن، الهندسة المعمارية، وأنظمة الرياضيات والفلك.
يشير الحديث عن «المايا القديمة» إلى تاريخ أحد أهم ثقافات أمريكا الوسطى زمن ما قبل كولومبوس، لأن لها إرث علمي وفلكي مشهود وهام على مستوى العالم. فقد أسهمت حضارتهم بالكثير من الميزات للحضارات الأخرى في وسط أمريكا بسبب التفاعل الكبير ونشر الثقافة التي اتسمت بها المنطقة. لم ينشأ التقدم كالكتابة، النقش، والتقويم مع المايا فحسب بل تطور بالكامل. ويمكن كشف تأثير تلك الحضارة في هندوراس وبليز، غواتيمالا، والسلفادور الغربية ممتدة إلى مناطق بعيدة مثل وسط المكسيك أي أكثر من 1,000 كم (620 ميل) من منطقة المايا. وتم العثور آثار عمرانية وفنية للمايا خارج المنطقة، ويعتقد أنها بسبب التبادل التجاري والثقافي.
لم يختف شعب المايا نهائياً لا في وقت تراجع الفترة الكلاسيكية ولا مع وصول الغزو الإسباني واستعمارهم للأمريكيتين، حيث يشكل أبناء شعب المايا في الوقت الحالي الأكثرية لسكان جميع مناطق المايا وقد حافظوا على التقاليد المميّزة والمعتقدات التي هي نتيجة لاندماج الأفكار والثّقافات لفترتي ما قبل كولومبوس وما بعد الغزو. في الوقت الحالي ملايين الناس يتحدثون لغات المايا المختلفة.
يوضح الأدب الماياوي حياة هذه الثقافة، ومن الأمثلة على ذلك مسرحية رابينال اتشي المكتوبة بلغة اتشي والتي أعلن عنها من قبل اليونسكو في عام 2005 على أنها من روائع التراث الشفهي اللامادي للبشرية، ومن الأعمال الأدبية بوبول فوه للأساطير التأريخية، وكتب شيلام بالام التي تقدر بتسعة كتب. وما دمره الغزو الإسباني هو نموذج لحضارة ماقبل كولومبوس التي تقدر بثلاثة آلاف سنة من التاريخ العريق.

## دين المايا
كان للدين دورا كبيرا على معظم جوانب الحياة اليومية لمايا، كان لكل يوم في السنة أهمية دينية خاصة، وتكمن أهميتها في الزراعية، الاحتفالات العامة، وفي الفن والثقافة. وكانت أهميتها كبيرة جدا للسيطرة على السياسية، كان لدين المايا ثلاث سمات رئيسية:
- دين تعدد الآلهة: حيث كانوا يعبدون آلهة عديدة في وقت واحد.
- دين طبيعي: حيث كانت الآلهة العناصر، الظواهر الجوية، والأجرام السماوية.
- دين ثنائي: على أساس أن الخير والشر هي الإلهة على حد سواء. وكانت آلهة الخير في صراع مستمر مع الآلهة الشر، ولكنهما لا ينفصلا عن بعض كاليلا ونهارا. ومن الأمثلة الأخرى على الدين الثنائي: الأب والأم حيث أن الأب يرمز إلى التسميد والأم إلى التخصيب؛ وكذلك الحياة والموت (أقرب ما تكون ثنائي يين ويانغ). كان أعتقادهم أن آلهة الخيرة لها امور ايجابية، مثل الرعد، البرق، المطر ووفرة الذرة. وكانت آلهة الشر لها امور سلبية، مثل الجوع والبؤس الناجم عن الأعاصير، القحط، والحرب والدمار.يؤمن شعب مايا بأن الكون مكون من ثلاث طبقات كبيرة، وهي: الأرض، وما تحتها من العالم السفلي وأعلاها السماوات. يتم الوصول إلى عالم المايا السفلي من خلال الكهوف والأنفاق العميقة. وقد كان يعتقد أنه يسيطر عليها آلهة المايا المعمرة كآلهة الموت والتعفن.

## آلهة المايا
عبد شعب المايا آلهة وإلآهات متعددة كالشعوب الأخرى في ذلك العصر. يعتقد أن للمايا أكثر من 160 إله، ومنها:
- هوناب كو: يعتقدون انه خالق كل شيء.
- إتزامنا: ابن «هوناب كو» وهو إله السماء، الليل والنهار.
- كوكولكان: إله الريح ويسمى «الثعبان ذو الريش».
- كنيش أهو: وهو إله الريح.
- إكس شيبل يآكس: وهي زوجة «كينيش أهوا».
- إكسشيل: زوجة «إتزامنا» وهي إلآهة القمر، الفيضان، الحمل، الحياكة والغزل.
- شاك: إله المطر.
- واكاكس يول كآويل: إله الزراعة والذرة، وأحيانا إله الغابة.
- آه بش، كيشين، كيميل، وهون أهوا: وهي آلهة الموت.
- يم كاكس: إله الذرة والحرب.
- زامان إيك: نجمة الشمال «نجم القطب».
- إكستاب: زوجة «كيشين» وتسمى «مرأة الحبل» وهي إلآهة الانتحار.
- إك شواه: عقرب الحرب الأسود.
- ايك: إله الريح.
- كاكوباكات: إله الحرب.

## معرض صور

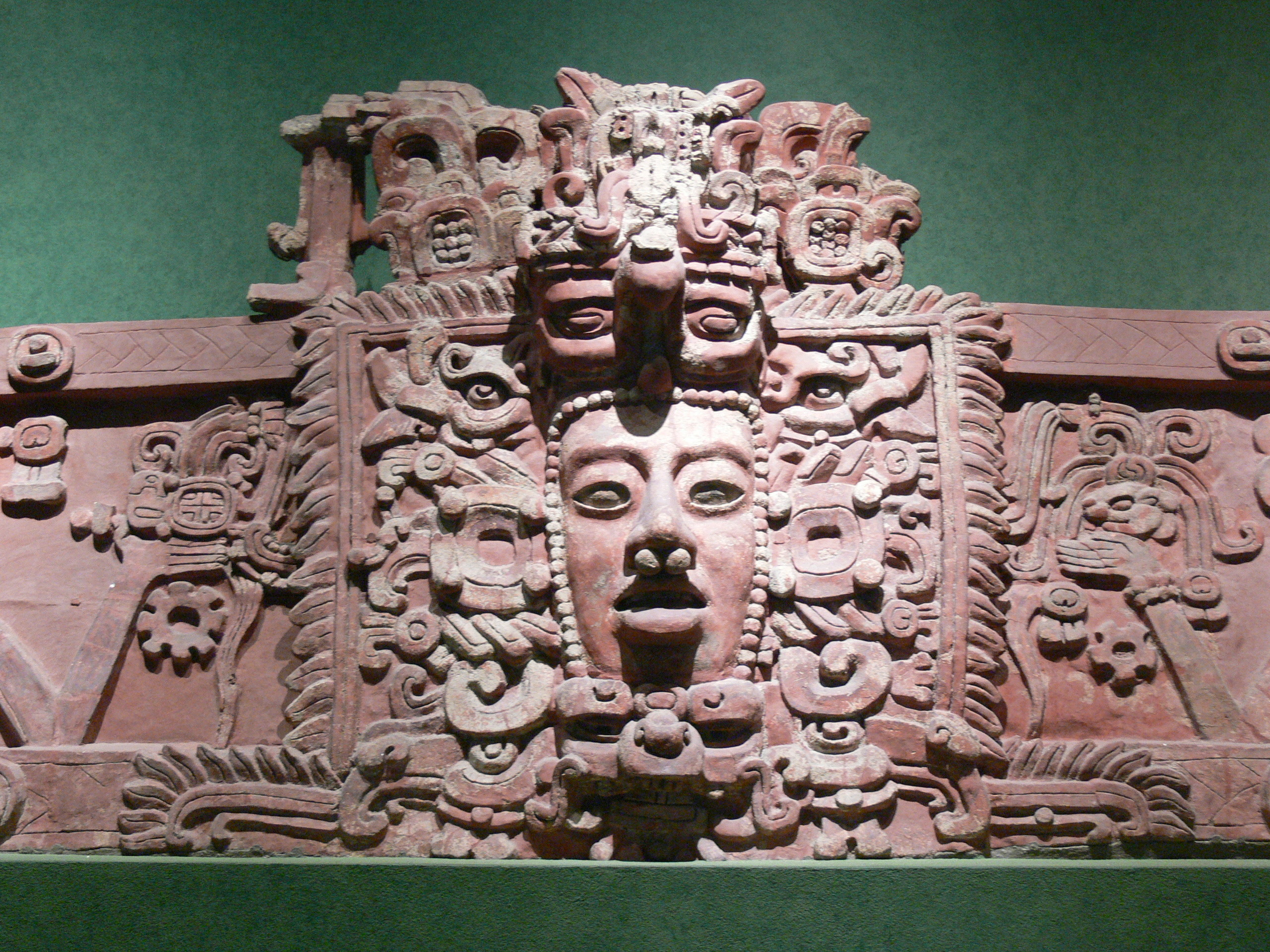
مجسّم قناع المايا يعكس فترة ما بعد الكلاسيكيّة، معروضة في المتحف الوطني للانثروبولوجيا والتاريخ في ولاية كامبيتشي المكسيك.
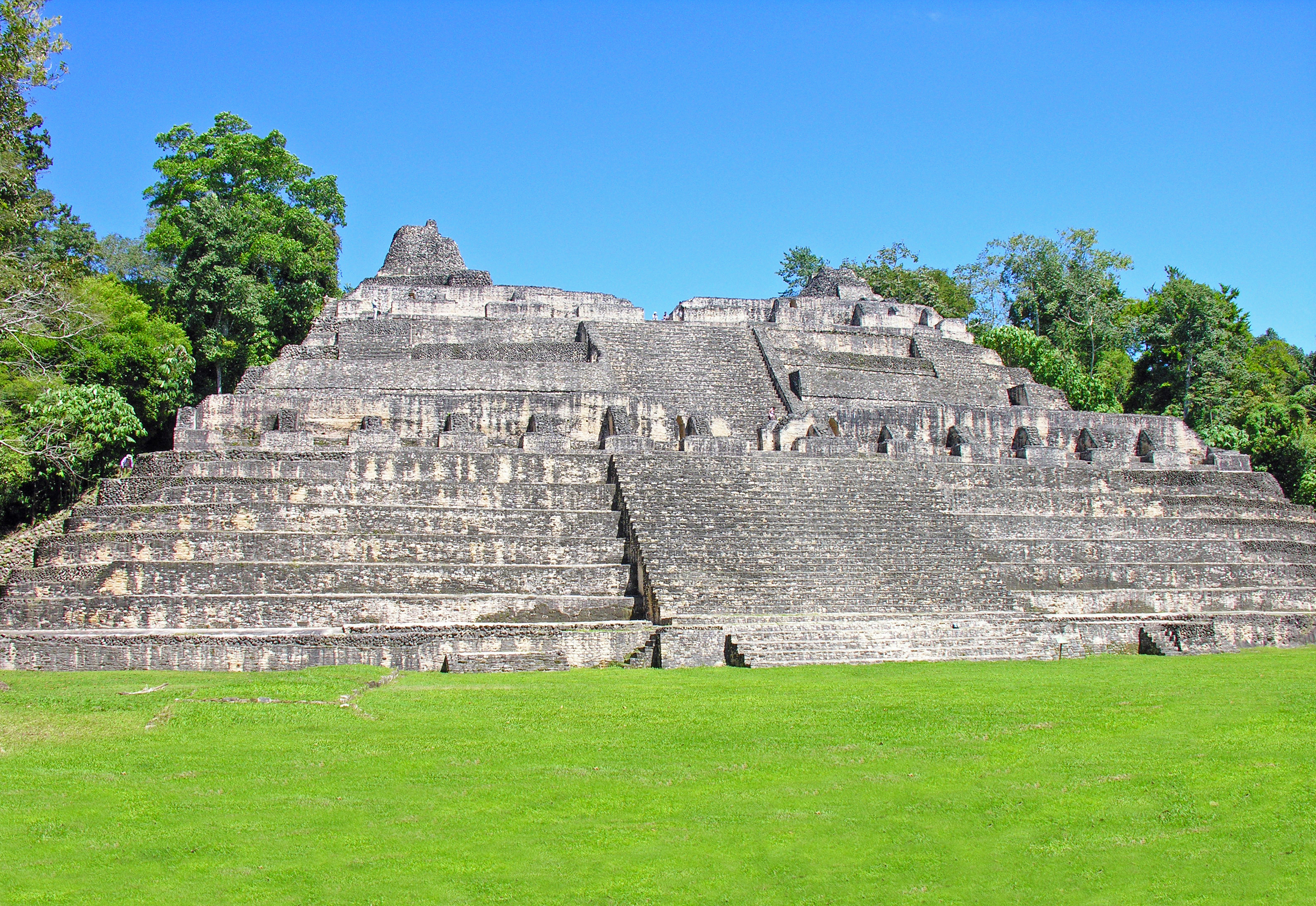
هرم (كانا - "Caana") في كاراكول. يقدر ارتفاعه 140 قدم.
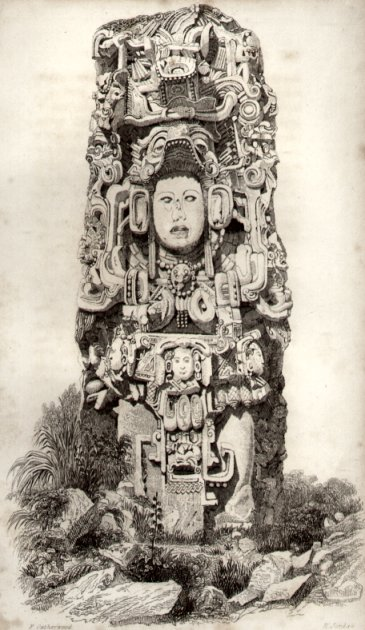
لوحة لكوبان كما رسمها فريدريك كاثروود عام 1839.
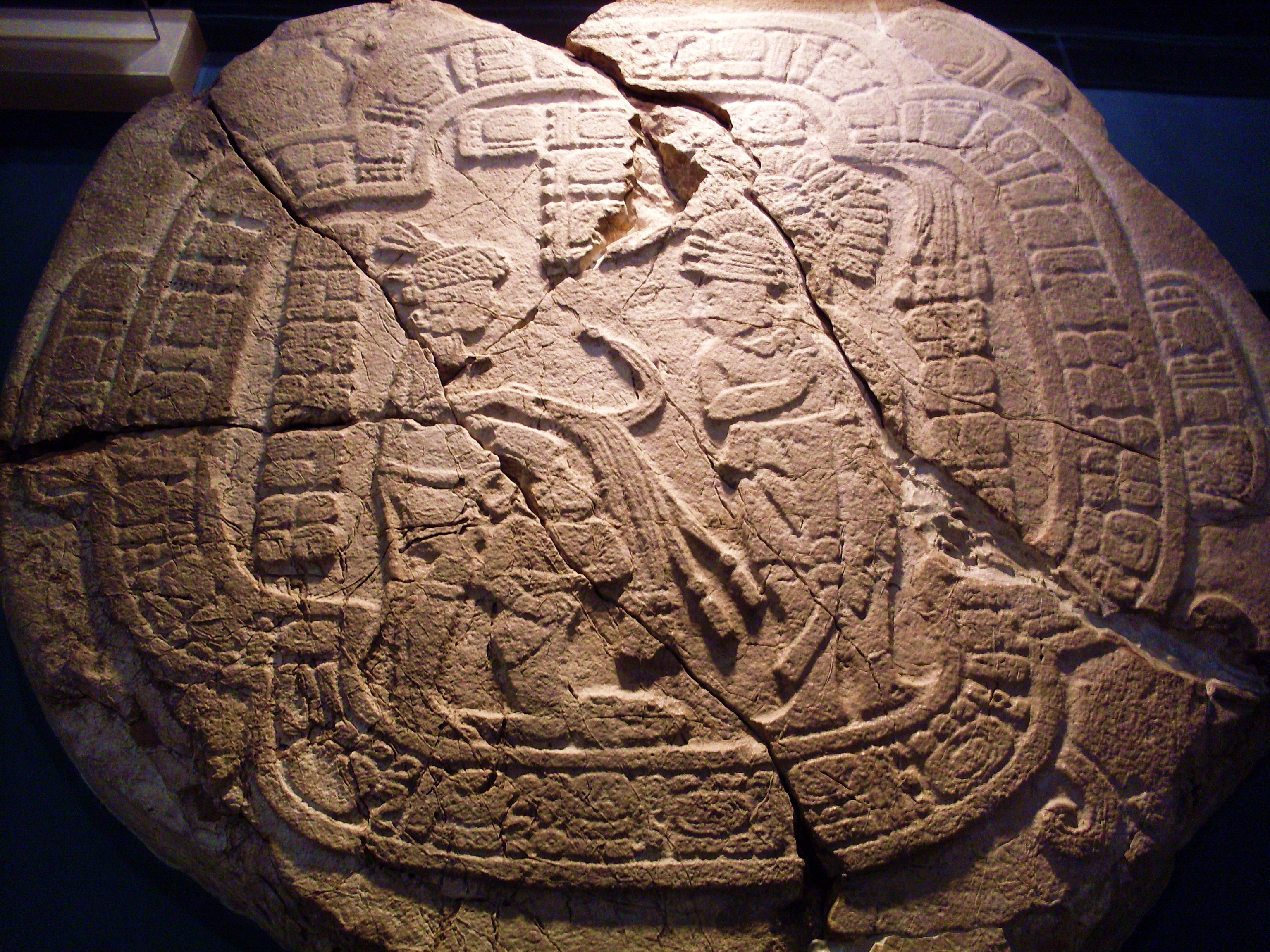
المذبح 13 في كاراكول.عام 830 م.
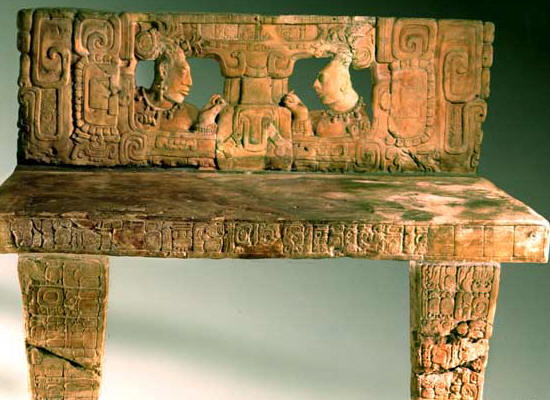
العرش 1 في بيدراس نيغراس
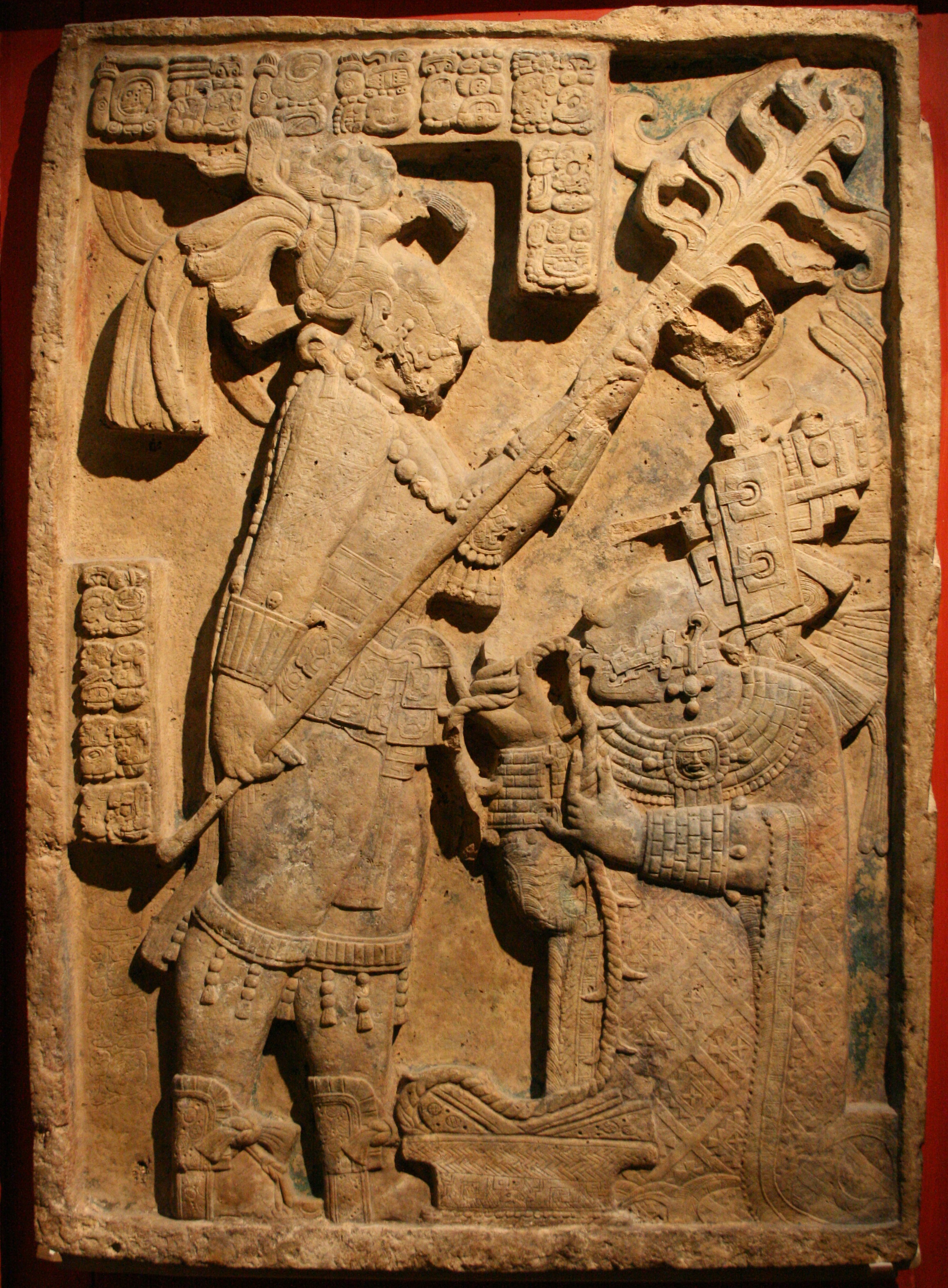
السيدة شوك، عمة زوجة الملك جاكوار المدرع الثاني 709 م.
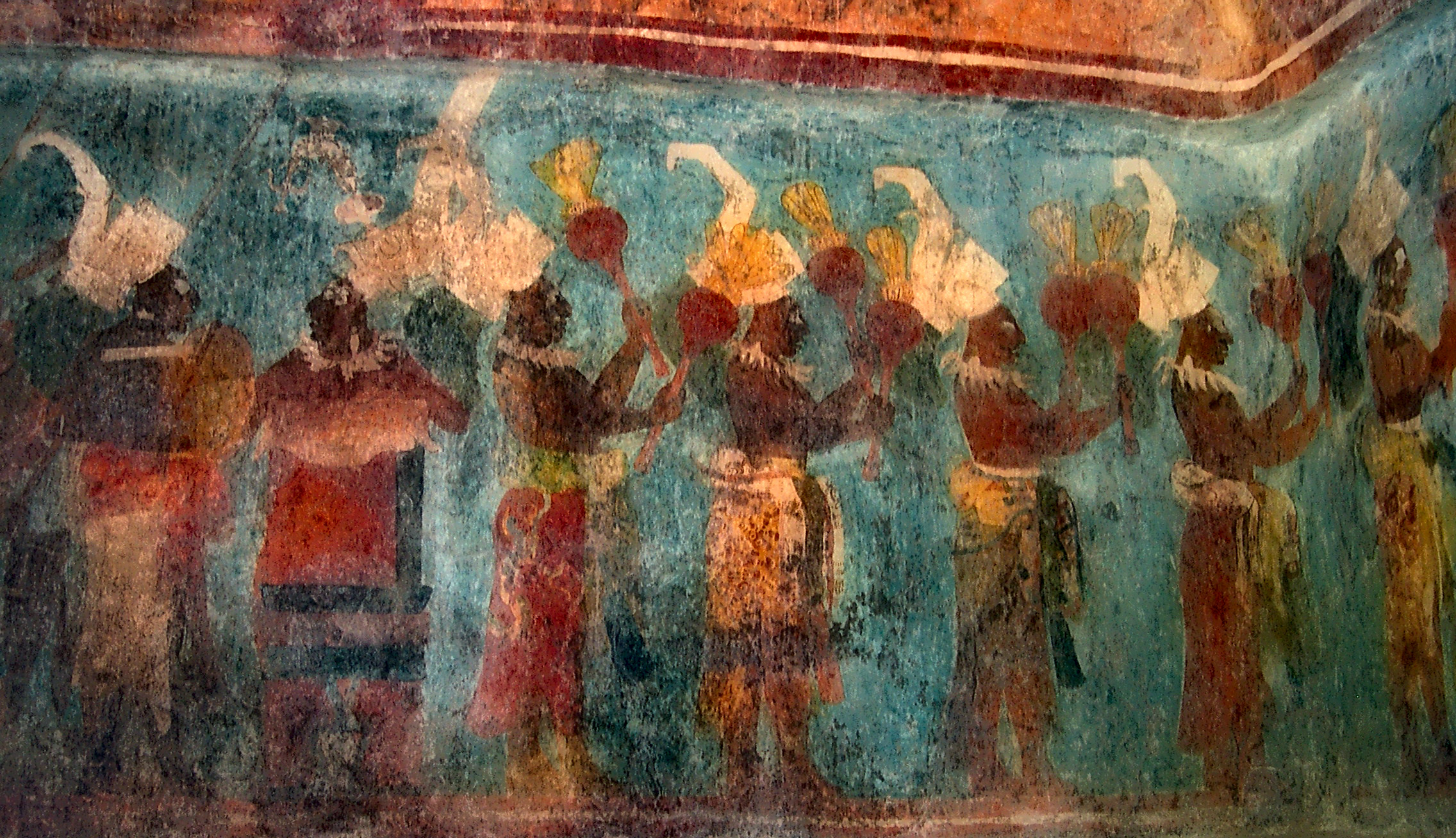
بونامباك.

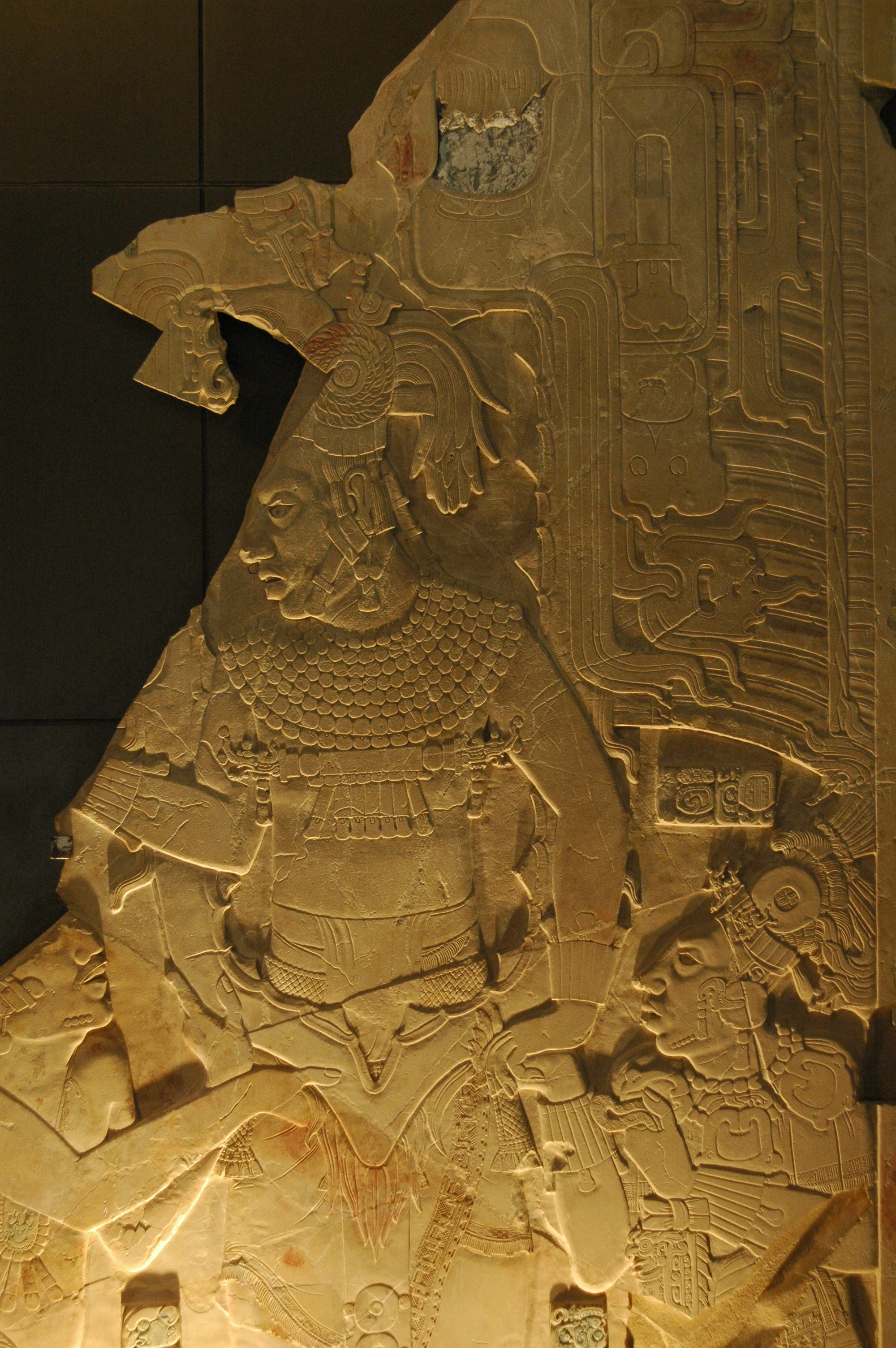
ملك بالينكي (أهكال مو'ناب الثالث)، حجر من القرن الثامن.
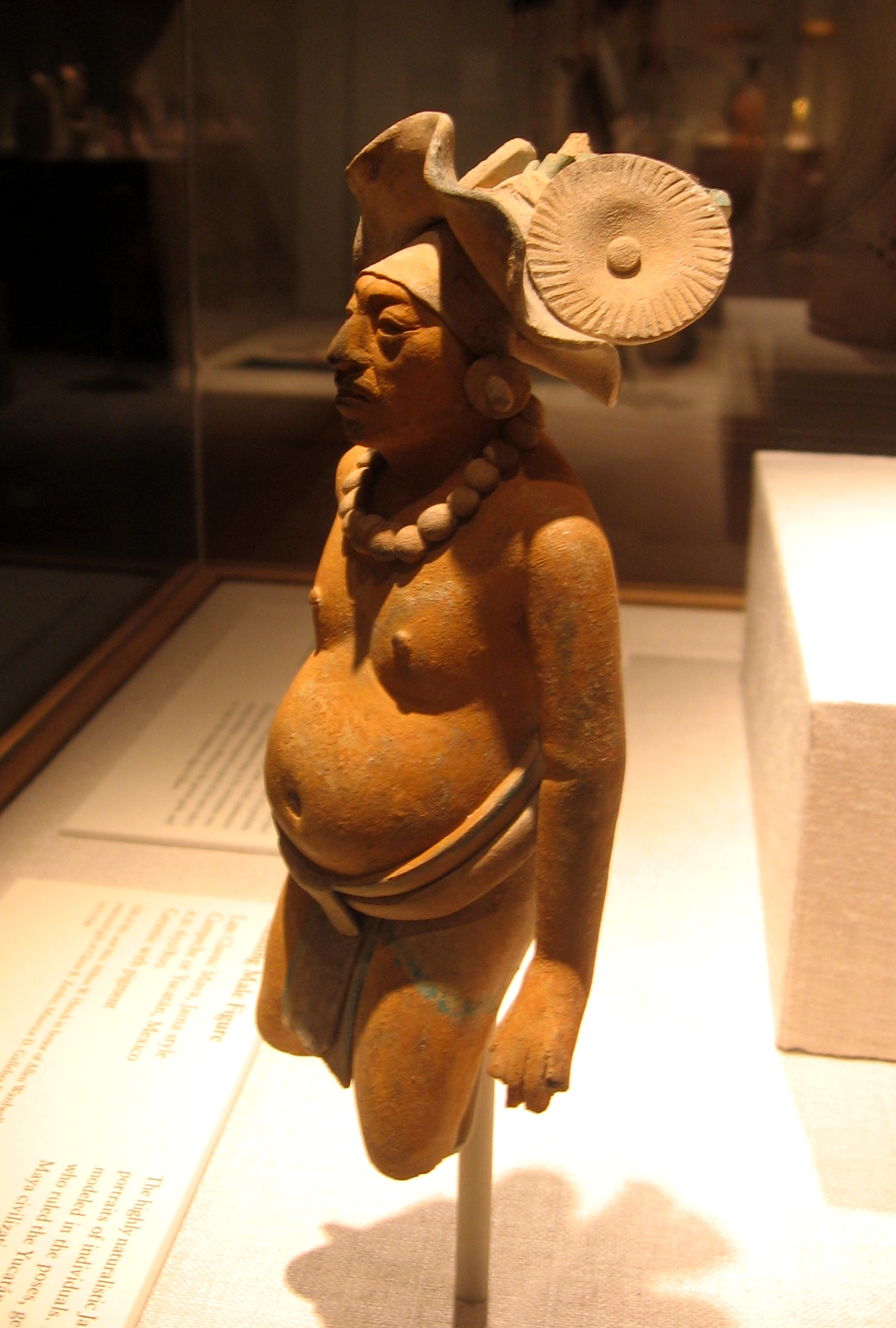
تمثال جزيرة جاينا، 650 - 800 م.
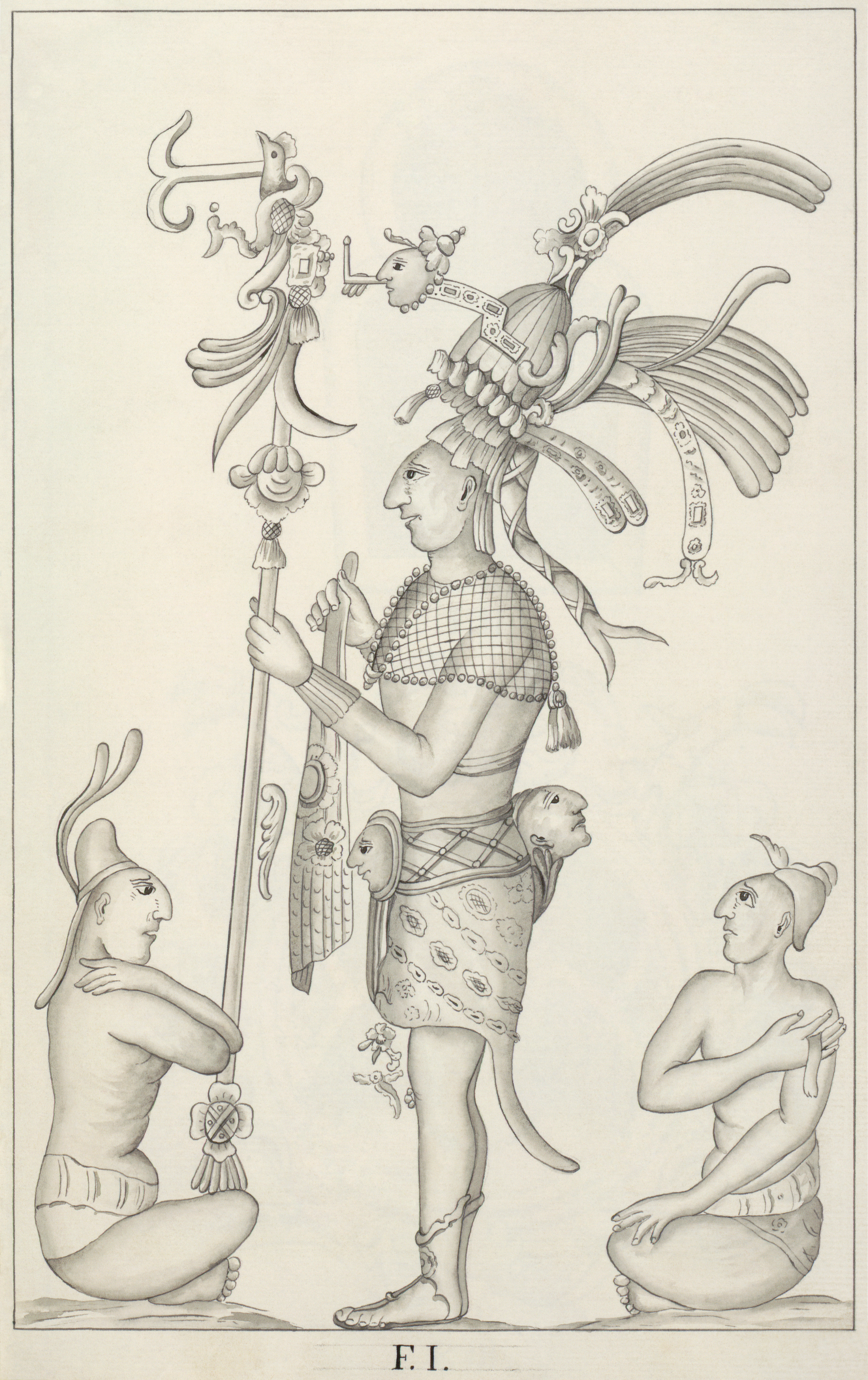
تمثال توضيحي من الجص في بالينكي، ويرجع تاريخها إلى 670 م.
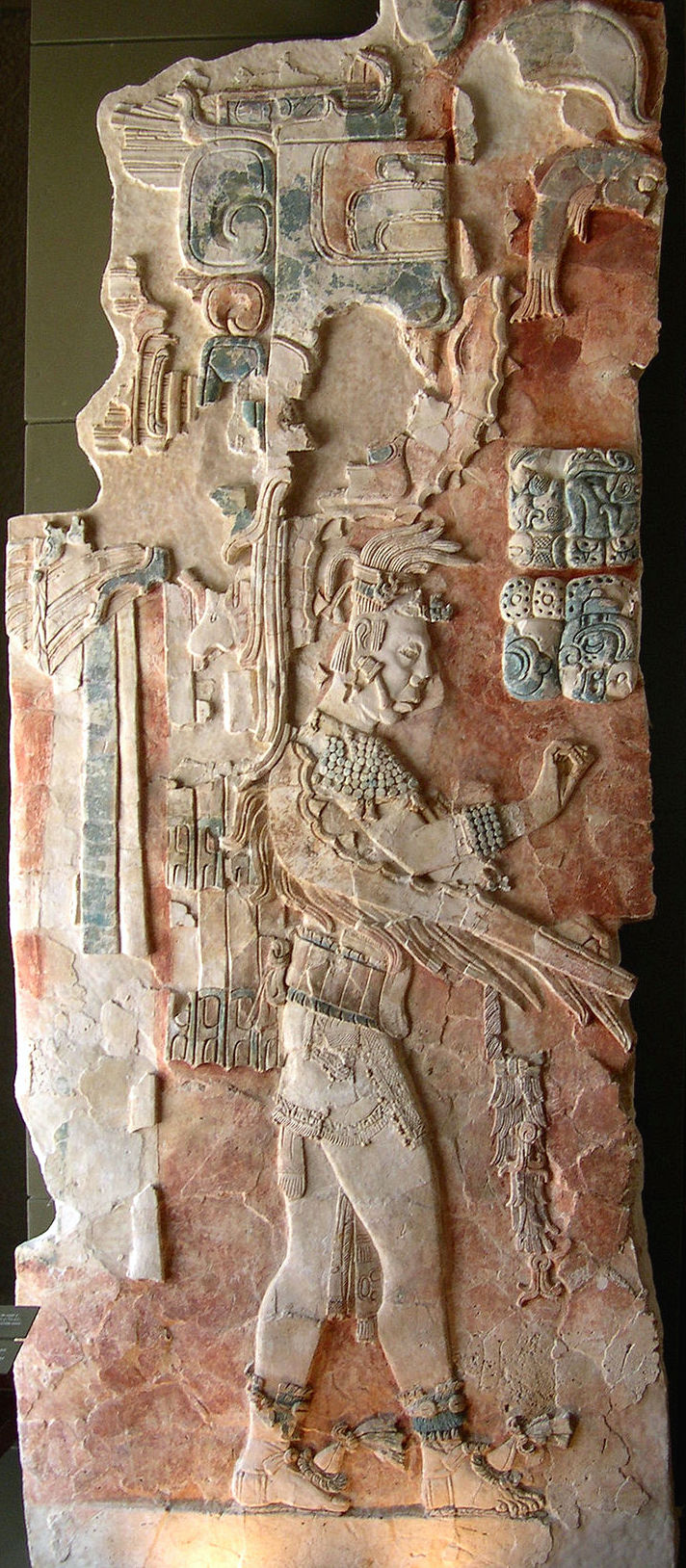
نحت غائر في متحف بالينكي.
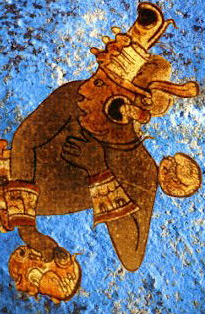
محارب بخلفية المايا الزرقاء (أزول).

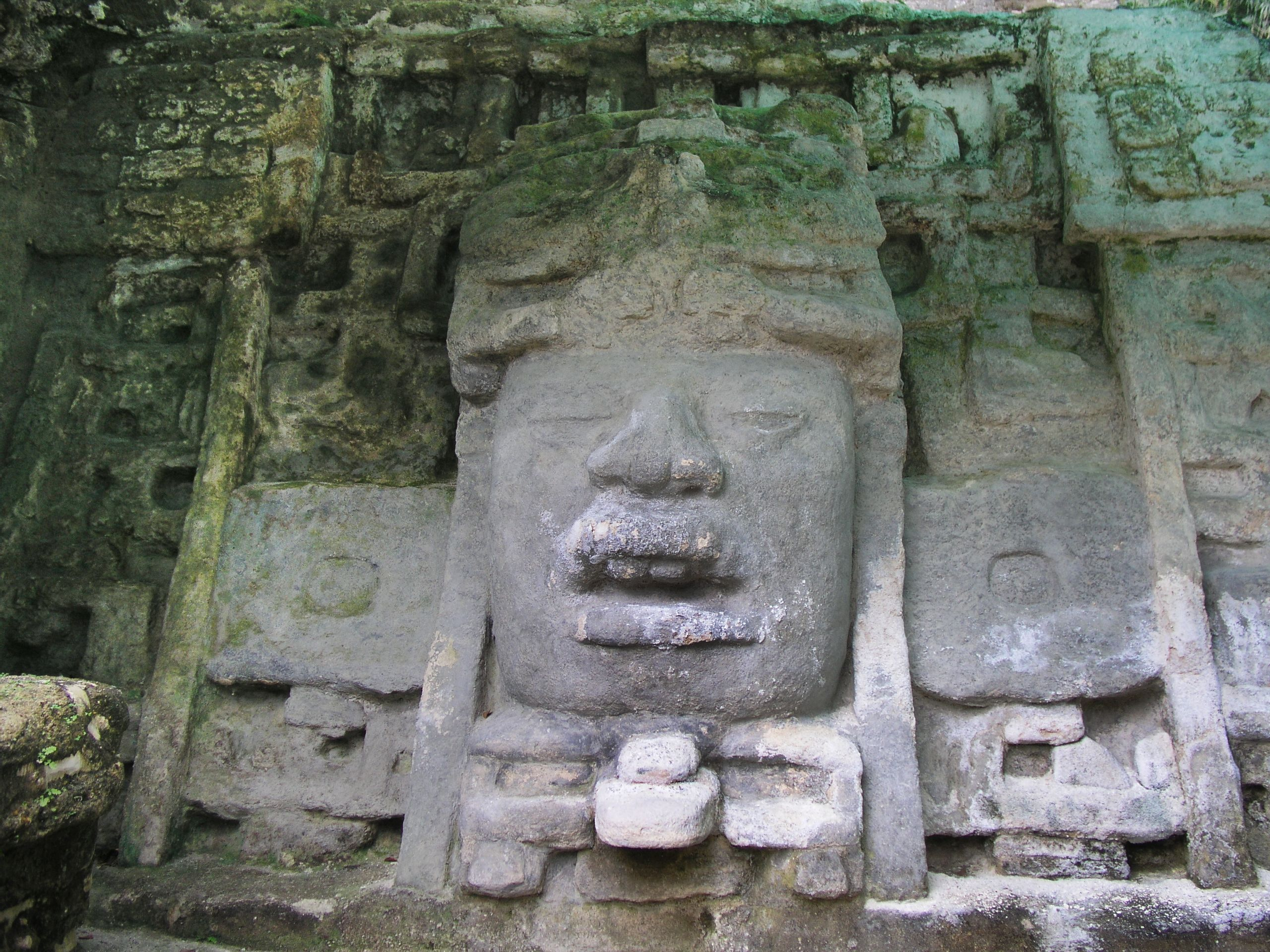
تفاصيل نحت لجدار معبد القناع في لاماناي.
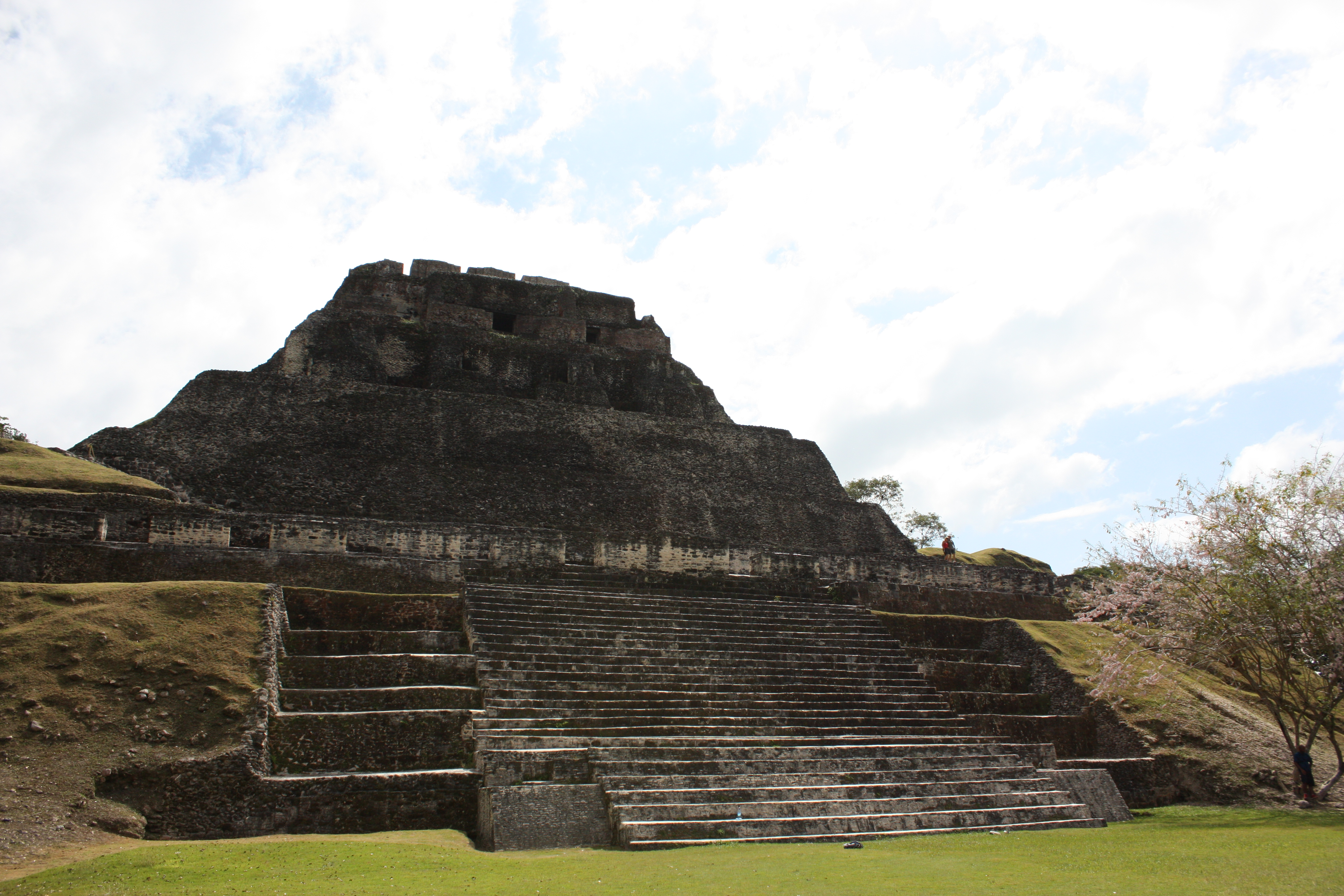
إل كاستيلو أي القصر بالإسبانية وتقع في سونانتونش ويبلغ ارتفاعه 40 متر.
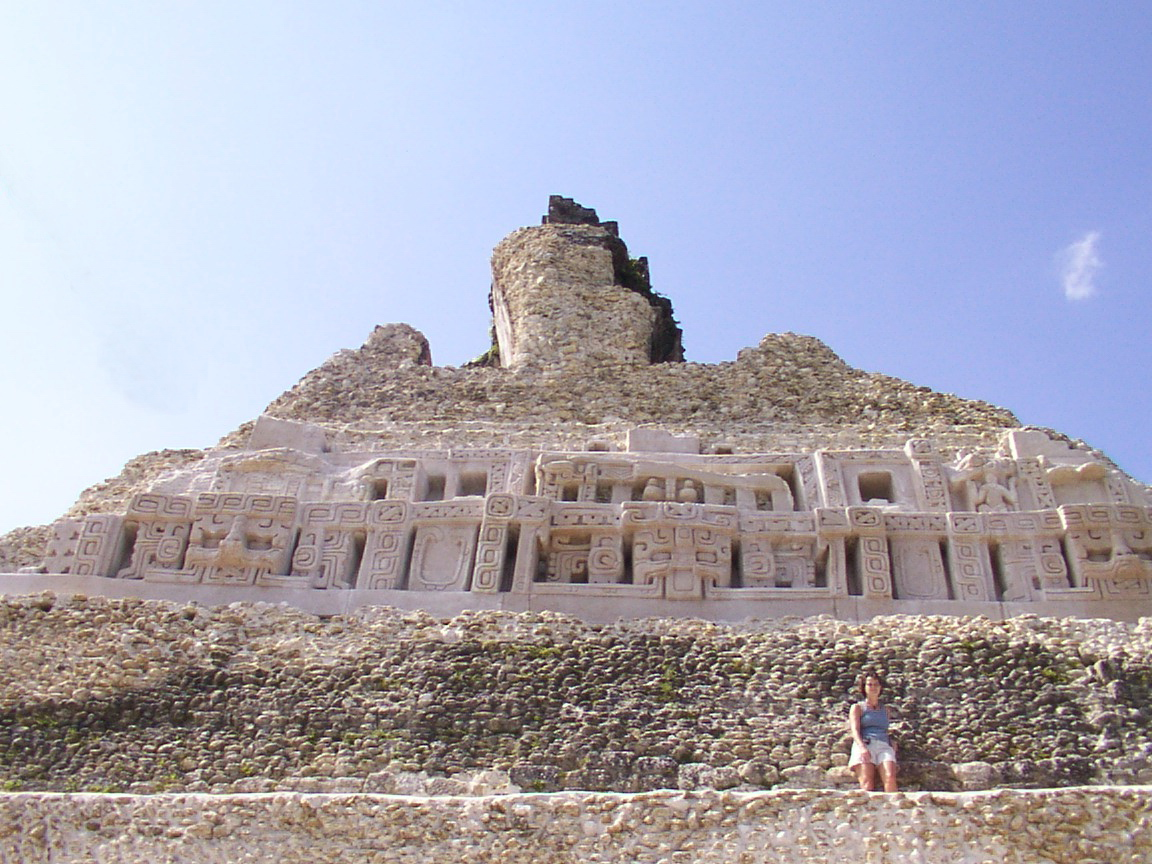
فريز قصر إل كاستيلو.
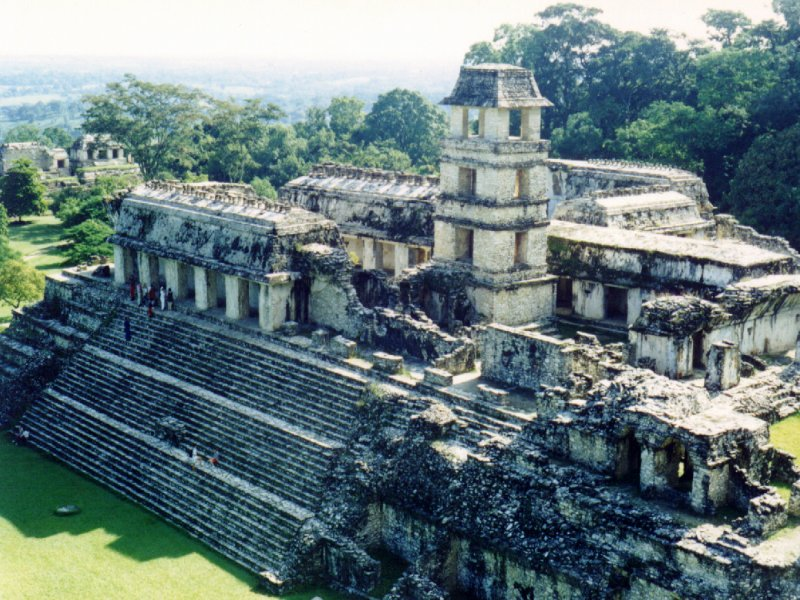
القصر الرئيسي في بالينكي، القرن السابع بعد الميلاد.
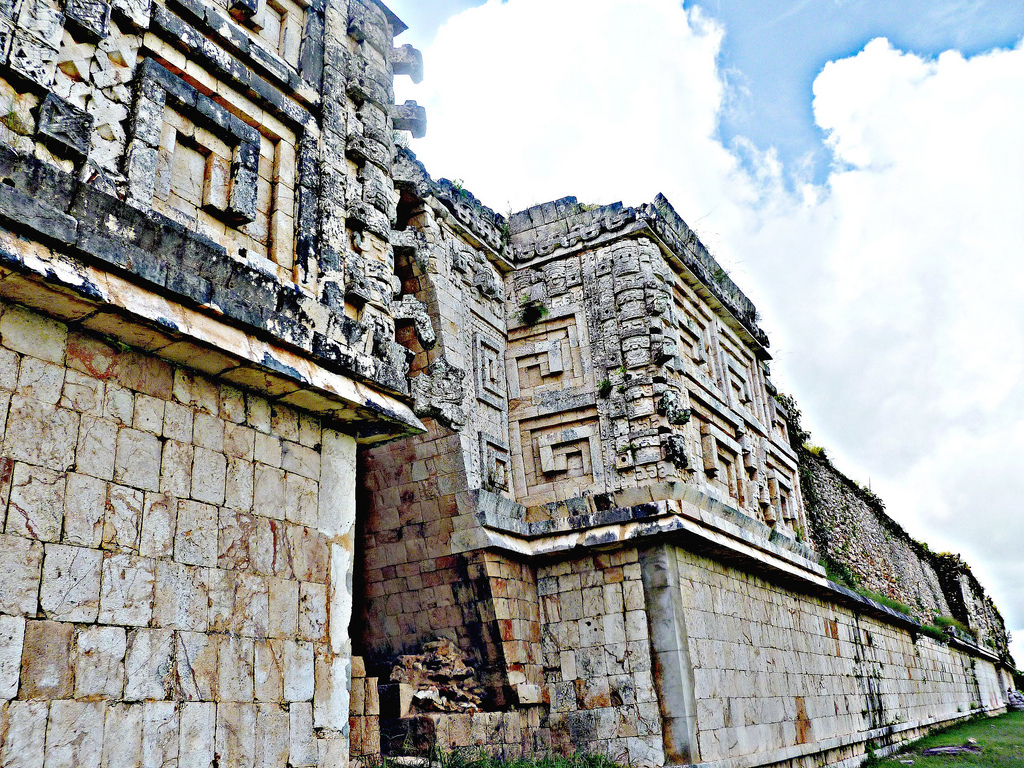
قصر الحاكم منظر خلفي مع التفاصيل، القرن العاشر في أوكسمال.
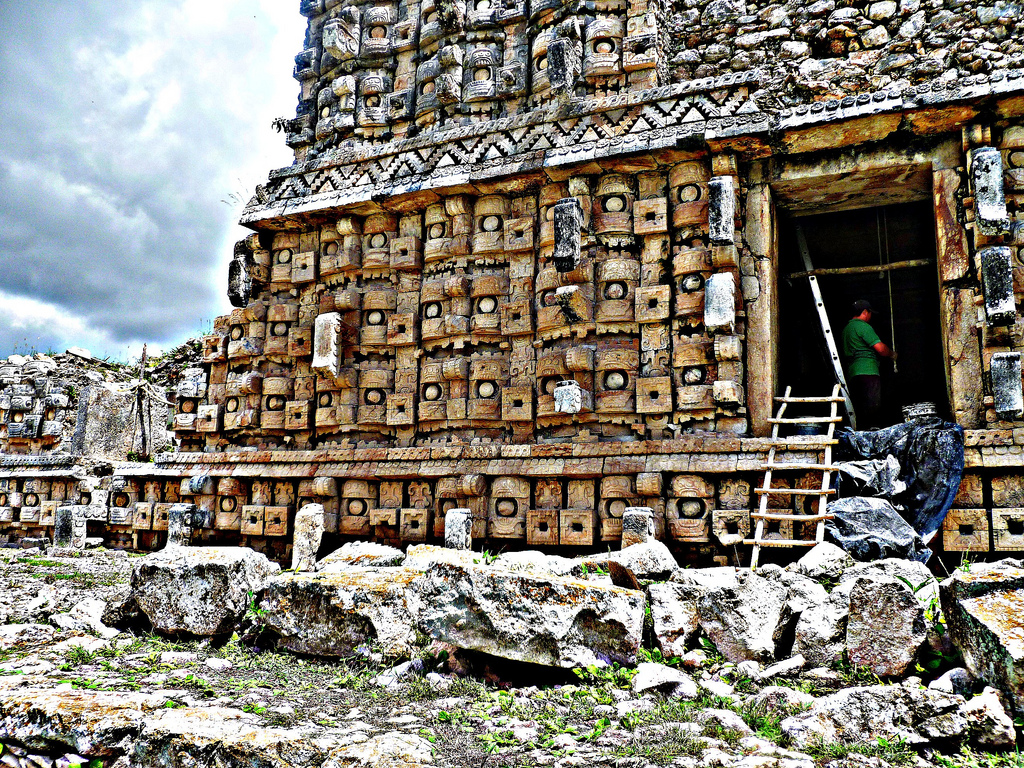
كودز بوب أي الحصير المتدحرج وتقع في كاباه، بين القرنين السابع والعاشر.